# Koboža
Koboža (rusky Кобожа) je řeka ve Vologdské a v Novgorodské oblasti v Rusku. Je dlouhá 184 km. Plocha povodí měří 2 660 km².

## Průběh toku
Odtéká z jezera Velikoje. Ústí zleva do Mology (povodí Volhy) na 92 říčním kilometru.

## Vodní režim
Zdrojem vody jsou sněhové srážky. Průměrný průtok vody v ústí činí 19.5 m³/s.

## Využití
Řeka je sjízdná pro vodáky.